# Otto Sutermeister
Pour les articles homonymes, voir Sutermeister.
Œuvres principales
Collection Schwizer-Dütsch de récits provenant de divers cantons suisses; Réalisateur d’une édition de luxe d'œuvres choisies de Jeremias Gotthelf en 9 volumes; collaborateur du Schweizerisches Idiotikon; collections de devinettes, comptines, dictons et proverbes.
Otto Sutermeister, né le 27 septembre 1832 à Tegerfelden et mort le 18 août 1901 à Aarau, est un germaniste suisse allemand et un des collectionneurs de contes les plus importants du XIXe siècle. De 1890 à 1900 il fut professeur extraordinaire de langue et littérature allemandes à l’Université de Berne.
Sutermeister étudia la philosophie et le germanistique à l’Université de Zurich. De 1857 à 1873, il travailla comme enseignant à Winterthour, Frauenfeld, Küsnacht (ZH) et Aarau et sera directeur des écoles normales du canton d'Argovie en 1873 et du canton de Saint-Gall dès 1876. De 1880 à 1890 il fut maître à l'école supérieure de jeunes filles (Höhere Töchterschule) de Berne.